# فردریک میریو
فردریک میریو (انگلیسی: Frédéric Meyrieu؛ زادهٔ ۹ فوریهٔ ۱۹۶۸) بازیکن فوتبال اهل فرانسه است.
از باشگاه‌هایی که در آن بازی کرده‌است می‌توان به باشگاه فوتبال متس، باشگاه فوتبال سیون، باشگاه فوتبال بوردو، باشگاه فوتبال لو آور، باشگاه فوتبال لانس، و باشگاه فوتبال المپیک مارسی اشاره کرد.